# Benjamin Patou
Benjamin Patou, né le 29 juin 1977 à Boulogne-Billancourt, est un homme d'affaires français, spécialisé dans la restauration et l'événementiel. 

## Biographie

### Famille
Il est le petit-neveu du couturier et parfumeur Jean Patou. Son père, Olivier Patou, est avocat spécialisé en droit commercial. Sa mère meurt lorsqu'il a 8 ans. Il passe son enfance dans le domicile paternel, à Neuilly sur Seine, où son père est conseiller municipal puis adjoint au maire Nicolas Sarkozy. Il s'entraîne à jouer au piano. Il est marié avec Émilie de Beaumont.

### Formation
Dès l'âge de 15 ans, il est DJ. Sa sœur Delphine l'aide à trouver des contrats pour des soirées. A 19 ans, il est directeur artistique de la Villa Barclay,. En 2002, il crée l'agence ProFête, qui deviendra en 2012 le Moma Group.

### Carrière
En 2009, il achète le Bus Palladium.
En 2011, il achète 70 % de KRS, la filiale traiteur de Caviar et Conserves Kaspia qui sera revendu en 2021 lorsque la pandémie de Covid-19 créera un trou de trésorerie chez Moma Group.
En 2016, le Groupe Barrière acquiert 49 % de Moma group, dont Patou conserve 51 %. Barrière revend sa participation en 2022, et Patou possède alors 70 % de Moma Group, le reste étant détenu par Patrick Bruel, le marchand de biens Éric Sitruk et Jean-David Serfati, directeur général de Moma Group,,.
En 2018, il rachète le restaurant Lapérouse situé sur les quais du 6e arrondissement de Paris, en s'associant avec Antoine Arnault. En 2021, Arnault et Patou dupliquent le concept avec le Café Lapérouse situé à l'intérieur de l'hôtel de la Marine, place de la Concorde à Paris, puis un autre établissement à Saint Tropez.
En 2019, son ami Nicolas Sarkozy, administrateur du groupe Accor, l'aide à signer un accord de non-agression avec son concurrent et rival dans l'organisation de nuits parisiennes, Laurent de Gourcuff. 
En 2021, il aide le groupe LVMH à créer un nouveau restaurant Cipriani à Saint Tropez.